# Copa do Caos
Copa do Caos foi um seriado de televisão brasileiro co-produzido pela Cine Group e exibido pela MTV. A atração estreou em 20 de março de 2014 e teve a direção de Luca Paiva Mello. A série apresenta dois argentinos que embarcam para o Brasil para assistirem a final da Copa do Mundo de 2014 no Rio de Janeiro. Para divulgar a atração, também foi lançado um hotsite no próprio site da MTV para descobrir o nível em comum que o usuário possui com a Argentina e um jogo para ajudar a dupla a sobreviver no Brasil. A série foi comprada pela TV Cultura e passou a ser exibida em 9 de junho de 2014 às 20h30.

## Sinopse
Charli (Juan Isola) e Pipo (Hernán Franco) são amigos e torcedores fanáticos pela equipe de futebol da Argentina. O sonho deles é ver seu ídolo Messi se tornar campeão da Copa do Mundo de 2014. A pedido de Miguel (Alexandre Freitas), primo de Charli, eles viajam para o Brasil a fim de ver a final do torneio. O destino seria a cidade do Rio de Janeiro, mas por um erro de Charli eles acabam desembarcando em São Paulo.

## Elenco
- Juan Isola como Charles "Charly" Emanuel González
- Hernán Franco como Francisco "Pipo" Pedro Pérez
- Alexandre Freitas como Miguel dos Santos
- Eduardo Estrella como Antônio "Toninho" Leiva
- Weber Fonseca como Jorge Fernandes[8]
- Renata Augusto como Isabela Martins
- Jéssica Drago como Clara Freitas
- Francisco Carvalho como Sérgio "Cearense" Lima
- João Roncatto como reporter e narrador de futebol.

## Episódios
| Temporada | Temporada | Episódios | Exibição Original   | Exibição Original  |
| Temporada | Temporada | Episódios | Estreia             | Final              |
| --------- | --------- | --------- | ------------------- | ------------------ |
|           | 1         | 12        | 20 de março de 2014 | 5 de junho de 2014 |

## Transmissão
A série foi transmitida pela MTV Latinoamérica em 3 de maio de 2014 e em 13 de maio pela MTV Portugal.
| País                 | Canal             | Estreia             | Título        | Ref   |
| -------------------- | ----------------- | ------------------- | ------------- | ----- |
| Brasil               | MTV Brasil        | 20 de março de 2014 | Copa do Caos  |       |
| Brasil               | TV Cultura        | 9 de junho de 2014  | Copa do Caos  |       |
| Argentina            | MTV Latinoamérica | 3 de maio de 2014   | Copa del Caos |       |
| Bolívia              | MTV Latinoamérica | 3 de maio de 2014   | Copa del Caos |       |
| Chile                | MTV Latinoamérica | 3 de maio de 2014   | Copa del Caos |       |
| Colômbia             | MTV Latinoamérica | 3 de maio de 2014   | Copa del Caos |       |
| Costa Rica           | MTV Latinoamérica | 3 de maio de 2014   | Copa del Caos |       |
| Cuba                 | MTV Latinoamérica | 3 de maio de 2014   | Copa del Caos |       |
| El Salvador          | MTV Latinoamérica | 3 de maio de 2014   | Copa del Caos |       |
| Equador              | MTV Latinoamérica | 3 de maio de 2014   | Copa del Caos |       |
| Guatemala            | MTV Latinoamérica | 3 de maio de 2014   | Copa del Caos |       |
| Honduras             | MTV Latinoamérica | 3 de maio de 2014   | Copa del Caos |       |
| México               | MTV Latinoamérica | 3 de maio de 2014   | Copa del Caos |       |
| Nicarágua            | MTV Latinoamérica | 3 de maio de 2014   | Copa del Caos |       |
| Panamá               | MTV Latinoamérica | 3 de maio de 2014   | Copa del Caos |       |
| Paraguai             | MTV Latinoamérica | 3 de maio de 2014   | Copa del Caos |       |
| Peru                 | MTV Latinoamérica | 3 de maio de 2014   | Copa del Caos |       |
| República Dominicana | MTV Latinoamérica | 3 de maio de 2014   | Copa del Caos |       |
| Uruguai              | MTV Latinoamérica | 3 de maio de 2014   | Copa del Caos |       |
| Venezuela            | MTV Latinoamérica | 3 de maio de 2014   | Copa del Caos |       |
| Portugal             | MTV Portugal      | 13 de maio de 2014  | Copa do Caos  | [ 9 ] |
| Angola               | MTV Portugal      | 13 de maio de 2014  | Copa do Caos  | [ 9 ] |
| Moçambique           | MTV Portugal      | 13 de maio de 2014  | Copa do Caos  | [ 9 ] |